# Edwin Percy Whipple

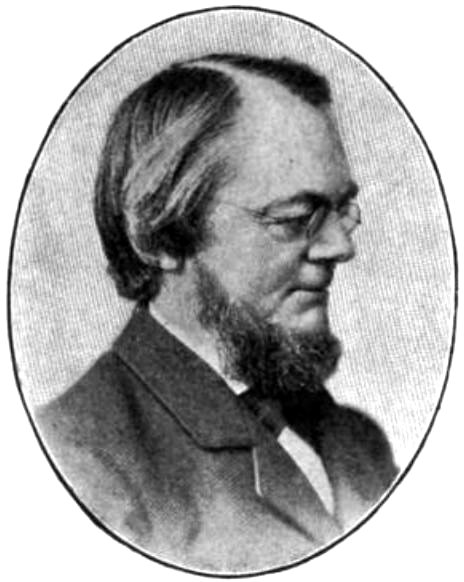
Edwin Percy Whipple

Edwin Percy Whipple (* 8. März 1819 in Gloucester, Massachusetts; † 16. Juni 1886 in Boston) war ein amerikanischer Schriftsteller und Essayist.

## Leben
Er erhielt in Salem seine Schulbildung, schrieb schon mit 14 Jahren Zeitungsartikel und trat mit 15 Jahren als Kommis in ein Bankgeschäft ein.
Durch weitere literarische Studien verbesserte er seinen Stil, wobei er sich vorwiegend an Thomas Babington Macaulay orientierte.
Seit 1837 in einem Bostoner Handelshaus angestellt, nahm er am geistigen Leben Bostons Anteil, gab 1860 den Kaufmannsberuf auf und widmete sich fortan ausschließlich und mit zunehmendem Erfolg der literarischen Tätigkeit.

## Werke
- Essays and Reviews (Boston 1849, 2 Bände).
- Lectures on Literature and Life (4. Auflage 1853).
- Character and Characteristic Men, eine Sammlung von Vorlesungen und Essays (1866).
- The Literature of the Age of Elizabeth (1869).
- Recollections of Eminent Men (1887.)
- American Literature (1887).
- Outlooks on Society, Literature and Politics, Essays (1888).

1877 ließ er in der North American Review eine Reihe von Artikeln über George Eliot erscheinen, welche George Henry Lewes für die beste Kritik ihrer Werke erklärte. Mit James T. Fields gab Whipple 1878 eine Family Library of British Poetry heraus. Seine gesammelten Werke erschienen in 6 Bänden (Boston 1882).